# Sungai Puar
Sungai Puar is een bestuurslaag in het regentschap Batang Hari van de provincie Jambi, Indonesië. Sungai Puar telt 1787 inwoners (volkstelling 2010).